# Gergő Lovrencsics
Gergő Lovrencsics (Szolnok, 1º settembre 1988) è un calciatore ungherese, centrocampista del Solin.

## Biografia
Ha un fratello, Balázs, anch'egli calciatore con il quale ha militato insieme durante il periodo al Ferencváros.

## Carriera

### Club
Inizia la sua carriera nel Szent István SE società della periferia di Budapest. Nel 2006 dal Budafok viene acquistato che lo fa esordire nel professionismo, dopo una stagione e mezza si trasferisce al Pécs affermandosi nelle successive tre stagioni come miglior realizzatore della squadra con 35 reti in 83 presenze. Nella stagione 2011-12 viene acquistato dal Lombard Pápa esordendo così nella massima serie, realizzando 7 reti in 30 presenze necessarie al club di salvarsi con due giornate di anticipo, le ottime prestazioni gli valgono la chiamata dei polacchi del Lech Poznań con la quale ha modo di esordire nei preliminari di Europa League. Dopo quattro stagioni giocate su buoni livelli dopo 112 presenze e 19 reti fa ritorno in patria venendo acquistato dai campioni in carica del Ferencváros. Il 5 luglio 2021 si accasa all'Hajduk Spalato firmando, da svincolato, un contratto valido fino al 30 giugno del 2023. Il 17 luglio debutta in una partita ufficiale con i Majstori s mora giocando dal primo minuto la prima di campionato pareggiata in trasferta 2-2 contro il Lokomotiva Zagabria, per poi, venire sostituito all'81' minuto da Lumbardh Dellova. Nel giugno del 2023, al termine naturale del suo contratto, lascia ufficialmente il club croato dopo due anni di permanenza.
Il 22 agosto seguente si accasa tra le file del Solin militante nel campionato cadetto.

### Nazionale
Viene convocato per la prima volta in Nazionale ungherese nel maggio del 2013 ha fatto parte della selezione per gli Europei 2016 in Francia.

## Statistiche

### Presenze e reti nei club
Statistiche aggiornate al 21 aprile 2017
| Stagione           | Squadra            | Campionato         | Campionato | Campionato | Coppa nazionale | Coppa nazionale | Coppa nazionale | Coppe continentali | Coppe continentali | Coppe continentali | Altre coppe | Altre coppe | Altre coppe | Totale | Totale |
| Stagione           | Squadra            | Comp               | Pres       | Reti       | Comp            | Pres            | Reti            | Comp               | Pres               | Reti               | Comp        | Pres        | Reti        | Pres   | Reti   |
| ------------------ | ------------------ | ------------------ | ---------- | ---------- | --------------- | --------------- | --------------- | ------------------ | ------------------ | ------------------ | ----------- | ----------- | ----------- | ------ | ------ |
| 2006-2007          | Budafok            | NBII               | 22         | 4          | MK              | 1               | 0               | -                  | -                  | -                  | -           | -           | -           | 23     | 4      |
| 2007-feb. 2008     | Budafok            | NBIII              | 15         | 10         | -               | -               | -               | -                  | -                  | -                  | -           | -           | -           | 15     | 10     |
| Totale Budafok     | Totale Budafok     | Totale Budafok     | 37         | 14         |                 | 1               | 0               |                    | -                  | -                  |             | -           | -           | 38     | 14     |
| feb.-giu. 2008     | Pécs               | NBII               | 13         | 3          | MK              | -               | -               | -                  | -                  | -                  | -           | -           | -           | 13     | 3      |
| 2008-2009          | Pécs               | NBII               | 23         | 10         | MK+MLK          | 3+10            | 3+9             | -                  | -                  | -                  | -           | -           | -           | 36     | 22     |
| 2009-2010          | Pécs               | NBII               | 24         | 13         | MK              | 1               | 0               | -                  | -                  | -                  | -           | -           | -           | 25     | 13     |
| 2010-2011          | Pécs               | NBII               | 23         | 9          | MK              | 2               | 1               | -                  | -                  | -                  | -           | -           | -           | 25     | 10     |
| Totale Pécs        | Totale Pécs        | Totale Pécs        | 83         | 35         |                 | 16              | 14              |                    | -                  | -                  |             | -           | -           | 99     | 49     |
| 2011-2012          | Lombard Pápa       | NBI                | 30         | 7          | MK+MLK          | 1+9             | 0+4             | -                  | -                  | -                  | -           | -           | -           | 40     | 11     |
| 2012-2013          | Lech Poznań        | EK                 | 27         | 7          | CP              | 1               | 0               | UEL                | 6                  | 1                  | -           | -           | -           | 34     | 8      |
| 2013-2014          | Lech Poznań        | EK                 | 37         | 9          | CP              | 2               | 0               | UEL                | 4                  | 0                  | -           | -           | -           | 28     | 1      |
| 2014-2015          | Lech Poznań        | EK                 | 25         | 3          | CP              | 2               | 0               | UEL                | 4                  | 0                  | -           | -           | -           | 31     | 3      |
| 2015-2016          | Lech Poznań        | EK                 | 23         | 0          | CP              | 5               | 0               | UCL+UEL            | 3+7                | 0+0                | SP          | 0           | 0           | 38     | 0      |
| Totale Lech Poznań | Totale Lech Poznań | Totale Lech Poznań | 112        | 19         |                 | 10              | 0               |                    | 24                 | 1                  |             | 0           | 0           | 146    | 20     |
| 2016-2017          | Ferencváros        | NBI                | 28         | 1          | MK              | 9               | 0               | UEL                | 2                  | 0                  | -           | -           | -           | 39     | 1      |
| 2017-2018          | Ferencváros        | NBI                | 29         | 1          | MK              | 1               | 0               | UEL                | 4                  | 0                  | -           | -           | -           | 34     | 1      |
| 2018-2019          | Ferencváros        | NBI                | 17         | 1          | MK              | 1               | 0               | UEL                | 2                  | 0                  | -           | -           | -           | 20     | 1      |
| Totale Ferencváros | Totale Ferencváros | Totale Ferencváros | 74         | 3          |                 | 11              | 0               |                    | 8                  | 0                  |             | -           | -           | 93     | 3      |
| Totale carriera    | Totale carriera    | Totale carriera    | 336        | 78         |                 | 48              | 18              |                    | 32                 | 1                  |             | 0           | 0           | 362    | 97     |

### Cronologia presenze e reti in nazionale
| Cronologia completa delle presenze e delle reti in nazionale ― Ungheria | Cronologia completa delle presenze e delle reti in nazionale ― Ungheria | Cronologia completa delle presenze e delle reti in nazionale ― Ungheria | Cronologia completa delle presenze e delle reti in nazionale ― Ungheria | Cronologia completa delle presenze e delle reti in nazionale ― Ungheria | Cronologia completa delle presenze e delle reti in nazionale ― Ungheria | Cronologia completa delle presenze e delle reti in nazionale ― Ungheria | Cronologia completa delle presenze e delle reti in nazionale ― Ungheria |
| Data                                                                    | Città                                                                   | In casa                                                                 | Risultato                                                               | Ospiti                                                                  | Competizione                                                            | Reti                                                                    | Note                                                                    |
| ----------------------------------------------------------------------- | ----------------------------------------------------------------------- | ----------------------------------------------------------------------- | ----------------------------------------------------------------------- | ----------------------------------------------------------------------- | ----------------------------------------------------------------------- | ----------------------------------------------------------------------- | ----------------------------------------------------------------------- |
| 6-6-2013                                                                | Győr                                                                    | Ungheria                                                                | 1 – 0                                                                   | Kuwait                                                                  | Amichevole                                                              | -                                                                       | 46’                                                                     |
| 6-9-2013                                                                | Bucarest                                                                | Romania                                                                 | 3 – 0                                                                   | Ungheria                                                                | Qual. Mondiali 2014                                                     | -                                                                       | 68’                                                                     |
| 5-3-2014                                                                | Győr                                                                    | Ungheria                                                                | 1 – 2                                                                   | Finlandia                                                               | Amichevole                                                              | -                                                                       | 52’                                                                     |
| 4-6-2014                                                                | Budapest                                                                | Ungheria                                                                | 1 – 0                                                                   | Albania                                                                 | Amichevole                                                              | -                                                                       | 73’                                                                     |
| 7-9-2014                                                                | Budapest                                                                | Ungheria                                                                | 1 – 2                                                                   | Irlanda del Nord                                                        | Qual. Euro 2016                                                         | -                                                                       | 59’                                                                     |
| 11-10-2014                                                              | Bucarest                                                                | Romania                                                                 | 1 – 1                                                                   | Ungheria                                                                | Qual. Euro 2016                                                         | -                                                                       | 63’                                                                     |
| 14-11-2014                                                              | Budapest                                                                | Ungheria                                                                | 1 – 0                                                                   | Finlandia                                                               | Qual. Euro 2016                                                         | -                                                                       | 77’                                                                     |
| 18-11-2014                                                              | Budapest                                                                | Ungheria                                                                | 1 – 2                                                                   | Russia                                                                  | Amichevole                                                              | -                                                                       | 46’                                                                     |
| 11-10-2015                                                              | Atene                                                                   | Grecia                                                                  | 4 – 3                                                                   | Ungheria                                                                | Qual. Euro 2016                                                         | 1                                                                       | 62’                                                                     |
| 12-11-2015                                                              | Oslo                                                                    | Norvegia                                                                | 0 – 1                                                                   | Ungheria                                                                | Qual. Euro 2016                                                         | -                                                                       | 76’                                                                     |
| 15-11-2015                                                              | Budapest                                                                | Ungheria                                                                | 2 – 1                                                                   | Norvegia                                                                | Qual. Euro 2016                                                         | -                                                                       |                                                                         |
| 4-6-2016                                                                | Gelsenkirchen                                                           | Germania                                                                | 2 – 0                                                                   | Ungheria                                                                | Amichevole                                                              | -                                                                       |                                                                         |
| 22-6-2016                                                               | Lione                                                                   | Ungheria                                                                | 3 – 3                                                                   | Portogallo                                                              | Euro 2016 - 1º turno                                                    | -                                                                       | 83’                                                                     |
| 26-6-2016                                                               | Tolosa                                                                  | Ungheria                                                                | 0 – 4                                                                   | Belgio                                                                  | Euro 2016 - Ottavi di finale                                            | -                                                                       |                                                                         |
| 15-11-2016                                                              | Budapest                                                                | Ungheria                                                                | 0 – 2                                                                   | Svezia                                                                  | Amichevole                                                              | -                                                                       | 78’                                                                     |
| 25-3-2017                                                               | Lisbona                                                                 | Portogallo                                                              | 3 – 0                                                                   | Ungheria                                                                | Qual. Mondiali 2018                                                     | -                                                                       | 46’                                                                     |
| 31-8-2017                                                               | Budapest                                                                | Ungheria                                                                | 3 – 1                                                                   | Lettonia                                                                | Qual. Mondiali 2018                                                     | -                                                                       | 86’                                                                     |
| 3-9-2017                                                                | Budapest                                                                | Ungheria                                                                | 0 – 1                                                                   | Portogallo                                                              | Qual. Mondiali 2018                                                     | -                                                                       | 78’                                                                     |
| 7-10-2017                                                               | Basilea                                                                 | Svizzera                                                                | 5 – 2                                                                   | Ungheria                                                                | Qual. Mondiali 2018                                                     | -                                                                       |                                                                         |
| 9-11-2017                                                               | Lussemburgo                                                             | Lussemburgo                                                             | 2 – 1                                                                   | Ungheria                                                                | Amichevole                                                              | -                                                                       | 20’, 52’                                                                |
| 23-3-2018                                                               | Budapest                                                                | Ungheria                                                                | 2 – 3                                                                   | Kazakistan                                                              | Amichevole                                                              | -                                                                       | 46’                                                                     |
| 27-3-2018                                                               | Budapest                                                                | Ungheria                                                                | 0 – 1                                                                   | Scozia                                                                  | Amichevole                                                              | -                                                                       |                                                                         |
| 6-6-2018                                                                | Brėst                                                                   | Bielorussia                                                             | 1 – 1                                                                   | Ungheria                                                                | Amichevole                                                              | -                                                                       |                                                                         |
| 9-6-2018                                                                | Budapest                                                                | Ungheria                                                                | 1 – 2                                                                   | Australia                                                               | Amichevole                                                              | -                                                                       | 73’                                                                     |
| 8-9-2018                                                                | Tampere                                                                 | Finlandia                                                               | 1 – 0                                                                   | Ungheria                                                                | UEFA Nations League 2018-2019 - 1º turno                                | -                                                                       | 63’                                                                     |
| 11-9-2018                                                               | Budapest                                                                | Ungheria                                                                | 2 – 1                                                                   | Grecia                                                                  | UEFA Nations League 2018-2019 - 1º turno                                | -                                                                       | 62’                                                                     |
| 15-10-2018                                                              | Tallinn                                                                 | Estonia                                                                 | 3 – 3                                                                   | Ungheria                                                                | UEFA Nations League 2018-2019 - 1º turno                                | -                                                                       | 80’                                                                     |
| 18-11-2018                                                              | Budapest                                                                | Ungheria                                                                | 2 – 0                                                                   | Finlandia                                                               | UEFA Nations League 2018-2019 - 1º turno                                | -                                                                       |                                                                         |
| 21-3-2019                                                               | Trnava                                                                  | Slovacchia                                                              | 2 – 0                                                                   | Ungheria                                                                | Qual. Euro 2020                                                         | -                                                                       |                                                                         |
| 24-3-2019                                                               | Budapest                                                                | Ungheria                                                                | 2 – 1                                                                   | Croazia                                                                 | Qual. Euro 2020                                                         | -                                                                       |                                                                         |
| 8-6-2019                                                                | Baku                                                                    | Azerbaigian                                                             | 1 – 3                                                                   | Ungheria                                                                | Qual. Euro 2020                                                         | -                                                                       |                                                                         |
| 11-6-2019                                                               | Budapest                                                                | Ungheria                                                                | 1 – 0                                                                   | Galles                                                                  | Qual. Euro 2020                                                         | -                                                                       |                                                                         |
| 9-9-2019                                                                | Budapest                                                                | Ungheria                                                                | 1 – 2                                                                   | Slovacchia                                                              | Qual. Euro 2020                                                         | -                                                                       | 30’                                                                     |
| 10-10-2019                                                              | Spalato                                                                 | Croazia                                                                 | 3 – 0                                                                   | Ungheria                                                                | Qual. Euro 2020                                                         | -                                                                       | 82’                                                                     |
| 13-10-2019                                                              | Budapest                                                                | Ungheria                                                                | 1 – 0                                                                   | Azerbaigian                                                             | Qual. Euro 2020                                                         | -                                                                       | 25’                                                                     |
| 19-11-2019                                                              | Cardiff                                                                 | Galles                                                                  | 2 – 0                                                                   | Ungheria                                                                | Qual. Euro 2020                                                         | -                                                                       |                                                                         |
| 12-11-2020                                                              | Budapest                                                                | Ungheria                                                                | 2 – 1                                                                   | Islanda                                                                 | Qual. Euro 2020                                                         | -                                                                       | 61’                                                                     |
| 25-3-2021                                                               | Budapest                                                                | Ungheria                                                                | 3 – 3                                                                   | Polonia                                                                 | Qual. Mondiali 2022                                                     | -                                                                       |                                                                         |
| 31-3-2021                                                               | Andorra la Vella                                                        | Andorra                                                                 | 1 – 4                                                                   | Ungheria                                                                | Qual. Mondiali 2022                                                     | -                                                                       |                                                                         |
| 4-6-2021                                                                | Budapest                                                                | Ungheria                                                                | 1 – 0                                                                   | Cipro                                                                   | Amichevole                                                              | -                                                                       | 61’                                                                     |
| 8-6-2021                                                                | Budapest                                                                | Ungheria                                                                | 0 – 0                                                                   | Irlanda                                                                 | Amichevole                                                              | -                                                                       | 46’                                                                     |
| 15-6-2021                                                               | Budapest                                                                | Ungheria                                                                | 0 – 3                                                                   | Portogallo                                                              | Euro 2020 - 1º turno                                                    | -                                                                       |                                                                         |
| 19-6-2021                                                               | Budapest                                                                | Ungheria                                                                | 1 – 1                                                                   | Francia                                                                 | Euro 2020 - 1º turno                                                    | -                                                                       | 84’                                                                     |
| 23-6-2021                                                               | Monaco di Baviera                                                       | Germania                                                                | 2 – 2                                                                   | Ungheria                                                                | Euro 2020 - 1º turno                                                    | -                                                                       | 88’                                                                     |
| Totale                                                                  |                                                                         | Presenze                                                                | 44                                                                      |                                                                         | Reti                                                                    | 1                                                                       |                                                                         |

## Palmarès

### Club

#### Competizioni nazionali
- Nemzeti Bajnokság II: 1

Pecs: 2010-2011
- Campionato polacco: 1

Lech Poznan: 2014-2015
- Supercoppa di Polonia: 1

Lech Poznan: 2015
- Coppa d'Ungheria: 1

Ferencváros: 2016-2017
- Campionato ungherese: 3

Ferencváros: 2018-2019, 2019-2020, 2020-2021
- Coppa di Croazia: 2

Hajduk Spalato: 2021-2022, 2022-2023